# Philip Dybvig
Philip H. Dybvig (22 de maio de 1955) é um economista dos Estados Unidos. É Professor da Cátedra Boatmen's Bancshares de Finanças na Olin Business School da Universidade Washington em St. Louis. Dybvig foi distinguido com o Prémio de Ciências Económicas em Memória de Alfred Nobel em 2022 em conjunto co Ben Bernanke e Douglas Diamond, "pela investigação sobre bancos e crises financeiras".
Dybvig especializou-se em custos de ativos, investimentos e governança corporativa. Foi professor na Universidade Yale, e assistente na Universidade Princeton. Dybvig presidiu a Western Finance Association de 2002 a 2003, e é editor ou editor associado de diversas publicações, como a Review of Financial Studies, Journal of Economic Theory, Finance and Stochastics, Journal of Finance, Journal of Financial Intermediation, Journal of Financial and Quantitative Analysis, e Review of Financial Studies.
Dybvig trabalhou com Douglas Diamond no modelo Diamond–Dybvig.